# Eric Allan Kramer
Eric Allan Kramer (født 26. marts 1962 i Michigan, USA) er en amerikansk skuespiller, som er mest kendt for sin rolle som Bob i tv-serien Good Luck Charlie.